# カール＝ハインツ・クラス

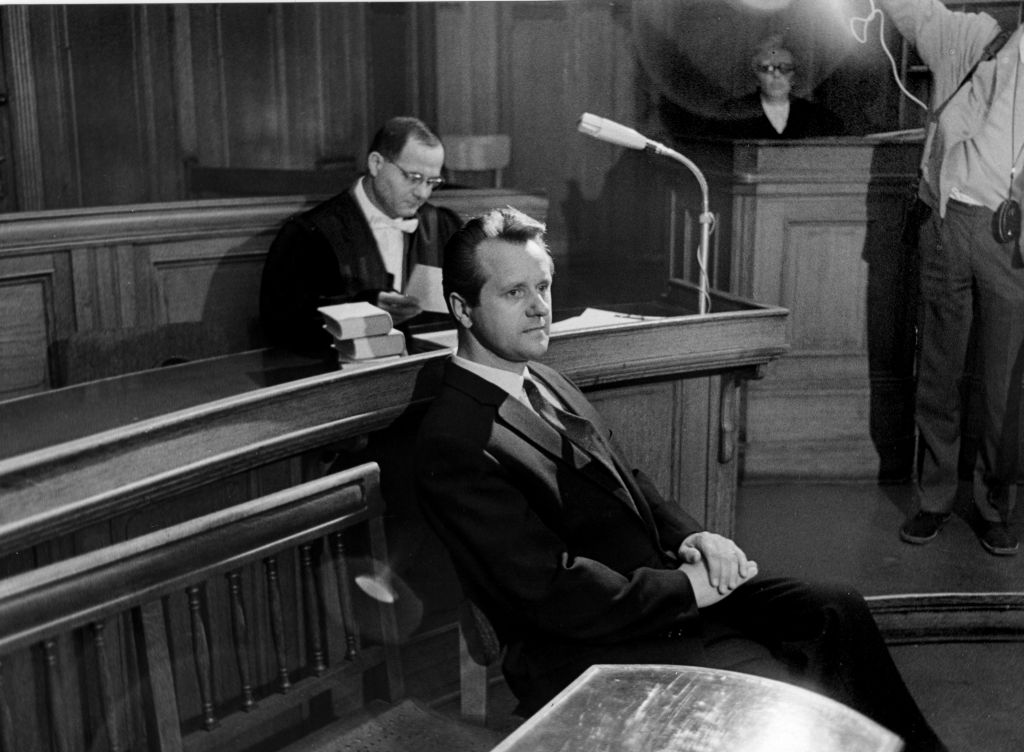
裁判中のクラス（1967年）

カール＝ハインツ・クラス（ドイツ語: Karl-Heinz Kurras、1927年12月1日 – 2014年12月16日）は、ドイツ連邦共和国（西ドイツ）の警察官。西ベルリンにてベルリン警察に勤務していたが、少なくとも1955年から1967年までの間、ドイツ民主共和国（東ドイツ）の秘密警察である国家保安省（シュタージ）のエージェントとして活動していたとされる。また1964年以降、ドイツ社会民主党 (SPD) およびドイツ社会主義統一党 (SED) の党員だった。
1967年6月2日、イラン皇帝パフラヴィー2世の訪独に関するデモがベルリン・ドイツ・オペラ前で行われた。警備任務を受けた警察官の1人として出動していたクラス上級刑事長 (Kriminalobermeister) は、ベルリン自由大学の学生ベンノ・オーネゾルクを背後から射殺した。当時の裁判では過失致死の疑いが持たれていたもののクラス側は自衛を主張し、計画的殺人ではなかったとして無罪判決が下されている。判決後、西ドイツ、特に西ベルリンでは事件への反発から学生による左派運動が活発化し、極左テロ組織である6月2日運動やドイツ赤軍の設立に繋がった。
2009年5月、新たに公開されたシュタージの文書の中で、クラスがシュタージのエージェントだったことが明らかになった。これによって事件の調査が再開され、いくつかの新たな証拠が発見されたものの、シュタージがオーネゾルク射殺事件に関する命令を下したという直接の証拠は発見されなかった。

## 若年期
カール＝ハインツ・クラスは東プロイセン・バルテンにて警察官の息子として生を受けた。第二次世界大戦が始まると父はドイツ国防軍の軍人となる。クラスも高校在学中に志願し、1944年にノートアビトゥーア(Notabitur)に合格した。しかし前線にて負傷した後はベルリンに移り、そこで敗戦を迎えた。
戦後は経営理論などを学び、ソ連占領地域にてドイツ社会民主党 (SPD) の党員となるが、同党はまもなくドイツ共産党 (KPD) と合流を果たす。さらに1946年4月には両党を合併した政党としてドイツ社会主義統一党 (SED) が結成された。

## ソ連占領地域での逮捕
1946年12月、ソビエト連邦内務省秘密警察は銃器の不法所持によってクラスを逮捕した。この際の取り調べで彼の党員資格など個人情報が調査され、在独ソ連軍政府の記録に残された。
1947年1月9日、ベルリンにて軍事法廷が開廷される。クラスはロシア・ソビエト連邦社会主義共和国刑法第58条第14項、すなわち「反革命的サボタージュを禁ずる法律」に定められた「国家及び政府を弱体化せんとする意志に基づく義務の放棄及び銃器所持の禁止」に違反したものとされ、収容所における懲役10年間が宣告された。これによりクラスはSEDの党員資格を喪失している。彼はザクセンハウゼン内務人民委員部第7特別収容所 (Speziallager Nr. 7 Sachsenhausen) に送られた。後にシュタージが作成したクラスの経歴に関する書類では、収容所所長の個人的な補助要員として働いていたと記録されている。1950年2月、第7収容所が解体され、クラスも釈放される。
なお、歴史家のスヴェン・フェリックス・ケラーホフは2009年5月26日に公開されたソ連当局の記録を根拠に、1946年から1949年までクラスが収容者に対するスパイとして活動していた可能性を指摘している。
1950年3月、西ベルリンに移ったクラスはベルリン警察に採用され、シャルロッテンブルク地区にて巡査部長 (Polizeimeister) として勤務する。1959年には刑事警察の上級刑事長（Kriminalobermeister, 警部補に相当）に昇進した。

## 西ベルリンでのスパイ活動
1955年春、クラスは共産主義者に共感を覚えた旨を同僚に語ったという。1955年4月19日、クラスは東ベルリンのSED中央委員会を訪問し、シュタージのエージェントに対してドイツ民主共和国市民となり、また人民警察のために働きたい旨を申し出た。彼は「シュトゥムの警察はろくな仕事をしない」などと語っていたが、相手のエージェントは西ベルリン警察の警察官として勤務しながらシュタージの非公式協力者 (IM) として活動する事を勧めた。1955年4月29日、クラスはIMになる旨の誓約書に署名した。
以後、クラスは国家保安省大ベルリン管区第IV課 (Abteilung IV der Verwaltung Groß-Berlin der Staatssicherheit) 付エージェント、コードネーム「オットー・ボール」(Otto Bohl)として活動を開始した。クラスのような第IV課のエージェントは憲法擁護庁第I部(Abteilung I)にも多数潜入していたという。歴史家のヘルムート・ミュラー＝エンベルクスとコルネリア・ヤプス (Cornelia Jabs) は、西ベルリンにおけるシュタージの各種活動には確実に憲法擁護庁職員や連合軍士官の協力があったと指摘している。
東ベルリンにおけるクラスの指揮官 (Führungsoffizier) は、シュタージの西ベルリン警察担当部局である第VII線 (Linie VII) から派遣されたエージェント、ヴェルナー・アイゼルベック (Werner Eiserbeck) であった。1965年、ラーヴェンスブリュック強制収容所から生還したことで知られる共産党員シャルロッテ・ミュラーが連絡員としてクラスの元へ派遣された。彼らはしばしば西ベルリン・ティーアガルテンのビアホール「シュロイゼンクルーク」(Schleusenkrug) を接触場所として利用した。1956年には東ベルリンのアジトで40回もの会談が行われたという。この会談の中で、クラスはシュタージに関する捜査資料や機密文書のコピーなどを提供した。1956年2月10日、クラスはシュタージに関する捜査を行なっている人物として西ベルリン刑事警察幹部のロベルト・ビアレクの名を報告している。2月4日、ビアレクはシュタージのエージェントによって誘拐、暗殺された。1961年、ベルリンの壁によるベルリン分断の直前、クラスは通信機による最低週1回の報告を行うように命じられた。
クラスが少なくとも152つの西ベルリン警察内部文書を複製または口述によって流出させた。彼はまた、盗聴用の警察官名簿や住所等を記した人事書類を提供したほか、必要に応じて西ベルリン市民の車両登録証も複製していたという。1960年からは西ベルリン刑事警察での勤務に移り、ベルリンの壁の「こちら側」における警察活動に関する諜報活動を続けた。
1962年12月15日、「民主的ドイツの建国という目標の元に本物の民主的意志を体現している」としてSEDへの入党申請を行なった。身分の保証は連絡員のミュラーが行なった。1964年1月15日、入党が認められる。またカモフラージュとして、西ベルリンのドイツ社会民主党 (SPD) にも同時に入党している。
1965年1月、クラスは西ベルリン刑事警察第I部にて対シュタージ特別捜査班の班長に任命された。捜査班に与えられた任務は西ドイツに潜入しているスパイの捜索であり、彼は実際にシュタージのエージェントの尋問にも携わっている。しかし、クラスは自分がそうした任務に付いている旨をあらかじめ各地の連絡員に通知しており、またシュタージに対しては「裏切り者の処分を担当したい」という申し出を行なっている。
シュタージではクラスに対して盗聴器など多数の装備を提供しており、警察幹部からの情報収集を行わせていた。書類を複製する際には超小型カメラを用いた。さらにクラスは「仕事熱心な警察官」であったため、書類を自宅へ持ち帰ることもある程度は許されていたという。証拠品の管理やシュタージの通信傍受も彼の任務であり、西ベルリンにおける捜査状況はクラスによって完全に把握されていたのである。
クラスは西側で身分が露呈したり逮捕されているIMや亡命者、密輸業者など名簿を始めとするフォルダ5つ分の機密文書を捜査班から持ち出し、シュタージに情報を提供している。これには24名のシュタージ職員逮捕の記録が含まれており、22歳の西ベルリン市民ベルント・オーネゾルゲなど少なくとも5名の「不要となったエージェント」らの情報が含まれていた。オーネゾルゲの正体は1967年に英国諜報部によって看破されており、西ベルリン警察も英国からの通報を受けて捜査を行なっていたのである。1984年、オーネゾルゲはCIAのスパイとしてブルガリア人民共和国で逮捕され、秘密軍事裁判所にてスタラ・ザゴラの収容所での懲役15年を宣告された。1987年、オーネゾルゲは獄中で自殺した。オーネゾルゲのように「処分」された人物に関する報告書では、クラスは決してシュタージの関与について言及しなかった。
警察官としての給与とは別に、クラスはシュタージからも数百西ドイツマルクを毎月の給与として受け取っており、1967年までに給与の総額はおよそ20,000マルクになった。
1965年、かねてから内部スパイの存在を疑っていた西ベルリン警察では警察・公安職員の中からスパイ容疑者をリストアップして捜査計画を立てた。この内、少なくとも1人はスパイであることが判明しており、クラスもまた容疑者の1人として捜査対象となっていた。この秘密捜査計画は「夕映え」作戦 (Abendrot) と呼ばれていたが、捜査の内容はシュタージに露呈しており、多くのエージェントらは事前に警告を受けて逮捕を免れた。クラスも結局はスパイの疑いなしとして早々に捜査対象から外されている。

## 銃器コレクションとスポーツ射撃
クラスは戦時中の銃火器を収集するのが趣味で、1946年のソ連占領区における逮捕もこれらの保有が原因である。警察官になった後もコレクションは増え続け、日々射撃訓練や整備に励んでいたために周囲からは「銃器馬鹿」(Waffennarr) と呼ばれていた。息子の10歳の誕生日プレゼントには銃を送った。西ベルリンでは警察のスポーツ射撃クラブや猟友会に名を連ね、余暇の大半を射撃場に費やした。彼が毎月射撃場で支払う弾薬の代金は400マルクにもなったという。また西ベルリン刑事警察射撃競技会での優勝経験も複数回ある。
クラスはシュタージから受け取る給料の大半をこの趣味につぎ込み、またシュタージに対してコレクションに追加するための銃器の調達を依頼している。1961年には給与の代わりにシュタージが保管していた旧式銃器を受け取っており、1965年には銃器購入のための資金をシュタージから送られている。シュタージによる内部調査文書「1967年6月8/9日査定」(Bewertung vom 8./9. Juni 1967) では、クラスについて「銃火器を愛するスポーツ射撃の熱狂的信者」と記している。また銃器や制服に対する強い執着がある一方、やや幼稚な性格でもあったとも記されており、例えば彼は息子に銃を与えていたが、しばしばそれを取りあげて自らが射撃を楽しんでいたという。

## ベンノ・オーネゾルク事件
1967年6月2日、クラスはベルリン・ドイツ・オペラ前で行われていたイラン皇帝モハンマド・レザー・パフラヴィーの国賓訪問に反対するデモの中に紛れ込んでいた。警察では数ヶ月前からデモ発生を見越しており、警官隊がデモ隊を狭い範囲で包囲した上で、警棒や放水車を用いてその動きを制御するという戦術を整えていた。一方、デモの制御とは別にデモ扇動者を検挙するための計画も用意されており、これは「狐狩り作戦」 (Füchse jagen) と通称された。この作戦では扇動者を捜索するためにクラスのような私服警官らが民衆の中に紛れ込むこととされており、彼らは警察向け標準官給拳銃のワルサーPPKを装備していた。
ベルリン市長ハインリヒ・アルベルツによる命令に反して、警察はオペラ公演中にデモ隊の一斉検挙に乗り出した。この際、通常の鎮圧作戦で必須とされているデモ隊への退去勧告などは一切行われなかった。警官隊はデモ参加者を次々と検挙し、路地裏や建物の中に逃げようとする者も追跡した。この中で、クラスと10人ほどの制服警官はデモ隊の一部がクルメ通り66/67番地 (Krumme Straße 66/67) の住宅の中庭に逃げ込んだとして追跡している。中庭に突入した警官隊は数人の参加者を捕らえたが、このうちの1人こそがベンノ・オーネゾルクであった。彼は3人の警官に拘束された上で暴行を受けていた。そして20時30分、クラスはワルサーPPKを抜いてオーネゾルクの頭を至近距離から銃撃した。ある目撃証言によれば、およそ150cm程度の高さで発砲炎が光り、その後にオーネゾルクが倒れたという。他の目撃者は射殺直後に同僚警官らがクラスに掛けた次のような言葉を聞いたという。
「ここで撃つなんて、気が狂ったか？」(Bist du wahnsinnig, hier zu schießen?) - 「（拳銃から）弾が出てしまったんだ」(Die ist mir losgegangen)
また、射殺直前の様子が録音されたテープでは、次のような命令が明確に聞き取れるという。
「クラス、すぐに下がれ！　さあ！　早く離れろ！」(Kurras, gleich nach hinten! Los! Schnell weg!)
クラスには刑事訴訟法の原則に反し、夜のうちにオーネゾルクの死体の検分が許された。彼は殴打による血腫を直接の死因として、「非常に運が悪く」殴打を顔面に受けたために死亡したのだと宣言した。
オーネゾルクは西ベルリン市内の病院へ搬送される途中に死亡したが、救急車内で医師が応急処置を試みると最初は警官に遮られていたという。公的な死亡診断書の死因欄には、主任医師の指示により「鈍器による頭部外傷」と記された。翌朝、解剖医は左頭部に銃創らしき痕跡を見つけたが、その周囲の頭蓋骨は鋸で切除され、また皮膚も縫い合わされていた。すぐに失われた頭蓋骨の一部の捜索が始まったものの発見されることはなかった。

## 事件後の展開

### 刑事訴訟の経緯
1967年6月2日の事件の翌日、主要メディアはクラスの発砲に関して報じたが、事件に対する見解はおおむね3種類に分かれた。すなわち、1発の威嚇射撃を行なったという説、2発の威嚇射撃を行なったという説、1発の威嚇射撃の後に2発目が誤って命中したという説である。また、しばらくの後には新たな詳細として、「クラスは地面に引き倒された上でナイフを持ったデモ隊の一団に取り囲まれていた」と報じられた。クラスは裁判のために身柄を確保された。1967年7月のインタビューで、クラスは次のように述べている。
「もしも私が職務通りに狙って発砲していたのであれば、少なくとも18人は死んでいたでしょう。」(Wenn ich gezielt geschossen hätte, wie es meine Pflicht gewesen wäre, wären mindestens 18 Mann tot gewesen.)
クラスは過失致死罪で起訴され、殺人ないし故殺の容疑は退けられた。これに対して警察労働組合では彼の弁護のために60,000マルクを寄付した。検察側も事件目撃証言の提出など含むクラスに対する訴訟手続きの一部を取り下げた。彼ら目撃者に対する事情聴取はほとんど行われず、裁判における証人としても認められていなかった。
1967年11月、裁判初日にクラスがかつてソ連軍政下のザクセンハウゼン強制収容所に収容されていたことが検察側によって明かされた。これは冷戦只中で高まっていた反ソ感情を利用しようと試みた宣伝的な意味合いが強かったとされる。 まず、クラスは事件の詳細について証言を求められた。彼の任務は「冷酷な首謀者」の逮捕で、その最中「唐突に囲まれた」のだと語り、またこれは「ありがちな事例」であったという。彼は「お巡りだ、殴り殺せ」という言葉を聞き、直後に「暴徒10人ないし11人によって殴り倒された」のだと語った。
「私は激しい殴打を受けており、限界まで耐えたものと判断した後、横たわったまま官給拳銃を抜いた...（後略）」
ここまで証言した後、跪かされていたのか、背後にいたのかなど位置関係について質問されるとクラスは答えなかった。これについて警告を受けると、クラスは次のように応じた。
「記憶が曖昧で語れない（中略）ショックのせいだ」
彼は暴徒らが脅迫的な態度でナイフを取り出すのを目撃し、1発ないし2発の威嚇射撃を行なった。この2発目の射撃時、彼はナイフの近くの何もない空間に銃口を向けていたが何らかの干渉を受けたのだという。
「そこを狙った時、何が見えたか？誰もいなかったんだ！」
クラスの同僚を含まない83人の目撃者のいずれも、威嚇射撃の音を聞き、ナイフ、揉み合いになり地面に倒れたクラスの様子を目撃していた。また、逮捕された暴徒はいずれもナイフなどで武装していたという。違法行為の証拠も発見されなかった。官給拳銃の弾倉は発砲直後に交換したために紛失しており、2発目の弾頭と薬莢の特定も不可能であった。欠損した頭蓋骨の一部も最後まで発見されなかった。当時の署長エーリヒ・デュンジングは、署に戻ったクラスがひどく泥まみれであったと証言し、クラスの上司である第I部部長アルフレート・アイツナーは23:00にクラスと出会った際に背広が血や泥で汚れていたと証言した。1967年6月2日夜にクラスが制服を洗濯に出していた記録も残されていた。
唯一、現場となった中庭がある住居の持ち主だったある警官の妻のみが異なる証言を行なった。彼女は取り調べ時に警察の見解と異なる証言を行なったために裁判所に呼ばれなかったのだと主張した。ただし、審議の中でこの主張は否定されている。ある9歳の少年は、アパートの台所の窓から事件の一部始終を目撃していたが、ナイフは見えなかったという。この証言は信用に値しないとして採用されなかった。記者による事件の録音は一度再生されたものの、仔細が判別できないために証拠とは認められなかった。クラスに対する心理テストも拒否され、「潜在的な攻撃性」などの特定も行えなかった。
1967年11月21日、モアビートにあるベルリン地方裁判所第14大刑事法廷は無罪判決を下した。判決について、判事フリードリヒ・ゴイス (Friedrich Geus) は「殺害は明らかに違法であった」として、クラスは客観的に見ても違法な行動を行なったと語った。正当防衛の要件も満たされていなかった。ゴイスは次のように続けた。
「残念ながら、説得力ある証拠が多数存在する。オーネゾルクは倒れて殴打された後に射殺されたのだ。つまり彼は死んだ時、既に地面に倒れていたのだ（中略）クラスは多くの証言を行なっているが、それらにはいくらかの虚偽が含まれているように思える。」
ただし、ゴイスは「クラス自身が生命を脅かされると確信していた可能性を否定するものではない」とも付け加えている。さらに一般裁判所でも「当該の銃撃は意図的な殺人ないし傷害の証拠が見いだせない」との判断が下された。
「被告が違法行為を意図して行動したのではなく、何らかの理由から制御し得ない拳銃の発砲であった可能性を除外できない。」
裁判官は精神鑑定を命じ、クラスが当時「批判力と判断力に大幅な制限を受け」ており、「この事件で慎重な検討と行動を求めることは不可能であった」と認定した。
1968年、検察とオーネゾルクの父、その弁護士のオットー・シリーらは連邦最高裁判所に控訴。1968年10月、最高裁は不十分な証拠に起因する無罪判決を取り下げた。また連邦検事は警察の身内を守ろうとする体制を批判した。
1969年にはまた別の訴えがベルリンの地方裁判所にて起こされた。これはオーネゾルクの未亡人が雇った弁護士、ホルスト・マーラーによる訴えであったが、まもなく取り下げられている。
1970年10月20日、ベルリンの第10刑事裁判所にて新たな裁判が始まった。ここではいくつかの新たな証拠が取り上げられ、裁判所では「ナイフを持っていたとしても、デモ隊がクラスに脅威を与えたとは認められない」との判断が下された。ただし、その一方でオーネゾルクを意図的に殺害したという証拠も提出されなかった。クラスはここでも執拗な追及を受けたものの、1970年12月22日には改めて無罪判決が下された。裁判長は次のように述べた。
「人為的な事故と道徳に関する罪について：それは個々人か神、どちらが責任を負うかで区別される。彼の行いを犯罪として立証することは、我々には不可能だ」

### 無罪判決の後
彼は最初の裁判が起こされた1967年に警察を退職しており、裁判が終わった後には卸売市場の警備員や探偵として働いていた。彼の妻が語ったところによれば、警察退職後は飲酒の頻度が増えたという。後に元婚約者が共同住宅で大量の銃器と実包を発見し、クラスは銃器の不法所持で起訴され、400マルクの罰金を支払っている。1971年から事務職員としてではあるが西ベルリン警察に復帰し、通信管制センターで働いた。1971年7月、彼は警察署長の許可を受けないまま、再び官給拳銃を携帯するようになる。1971年8月、警察は公園のベンチで泥酔し眠っていたクラスを発見し、所持していたブリーフケースの中から拳銃を発見した。所持の理由については、ベルリン＝シュパンダウの居住区に潜伏していたドイツ赤軍 (RAF) のテロリスト、ペトラ・シェルムがハンブルク警察に射殺されたという話を聞いて、元警官の自分に対する何らかの報復を企む過激派が近くに潜伏している可能性を恐れたためだと主張した。
1977年5月、クラスは自宅を無断で撮影していたカメラマンと殴り合いになり、警察を呼ばれた。この折、彼は雇用していたチェコ人のメイドに拳銃を突きつけ、有利な証言を行うよう強要した。このメイドの証言は、後に強要を行なっている映像が証拠として提出されたために取り消されている。最終的にカメラマンには無罪の判決が下されたが、一方でクラスも何ら処罰を受けることはなかった。2009年5月末、このチェコ人メイドは第2ドイツテレビの取材を受け、クラスがオーネゾルクを狙って殴った旨を語っていたと主張した。
クラスは退職までに上級警部 (Kriminaloberkommissar) まで昇進し、1987年からは公務員年金の受給を始めている。ベルリン=シュパンダウのアパートに妻とともに暮らしていた。

### 西ドイツ学生運動の反応
オーネゾルク事件と無罪判決への反発は、西ドイツ全土で学生運動を激化させた。コムーネ1のメンバー、フリッツ・トイフェルは「クラスは単に数ヶ月の休暇を過ごしただけに過ぎない」との抗議声明を発表した。ユダヤ系社会学者のテオドール・アドルノは、オーネゾルク事件での裁判所の判断について「強制収容所でのユダヤ人虐殺に対する弁明に驚くほど似ている」とコメントした。このコメントを受けて、学生運動では反学生運動記事を多く掲載した『ビルト』紙の発行元であるアクセル・シュプリンガー出版社の社屋封鎖を試みたり、高等教育および警察訓練の民主的改革を求めるデモが行われた。ラルフ・ラインダースとロナルト・フリッチュは、この事件の起こった日に因んだ名を持つテロ組織、6月2日運動を設立した。

### 東ドイツの反応
東ドイツでは事件が起こった1967年6月2日の段階で本格的な報道が行われている。これはSED当局の指示によるもので、「非常事態演習」 (Notstandsübung) のコードネームで知られる西ドイツ政府および西ドイツ警察への長期内偵計画の一環であった。多くの報道は、表面上西独と同様にクラスに対して批判的な内容であった。
2009年に公開されたシュタージの内部文書によれば、シュタージ側はこの事件を予期していなかったとされる。事件の数日後、シュタージは次のような指示を送った。
「急ぎ機材を破棄せよ。当面の間、活動は控えよ。この事件を実に不幸な事故と捉えよ。」
クラスは、「一部了解。全てを破棄した」と返答すると共に弁護費用の請求を行なった。
この事件に関するクラスの言動はシュタージ側の担当部局に大きな混乱を引き起こした。 1967年6月8日から9日にかけて、シュタージはクラスがいわゆる二重スパイとして西側の組織に抱き込まれたのではないかと疑って調査を行なったが、それらしい証拠は発見されなかった。1967年6月8日付の内部メモでは、当局は銃器に関するクラスの性格の弱さを把握していたが、それを過小評価していたのではないかと記している。1967年6月9日、以後シュタージ内部におけるクラスのコードネームとして「人殺し」(Mörder) と「犯罪者」 (Verbrecher) が選ばれ、同日中に「当該秘密職員への接触の一時的中断」が決定した。
以降、クラスのSED党員証には党費納入の証紙が貼付されることはなかった。しかしSEDからの処分は行われなかった。

### シュタージ機密文書の発見
2009年4月末、シュタージ文書に関する連邦受託官のメンバーでもあるコルネリア・ヤプスはベルリンの壁にまつわる死亡事件について調べている最中、これまで発見されていなかったクラスに関する内部文書を発見した。これによりクラスがシュタージのエージェントであった事が明らかとなり、オーネゾルク事件や当時の学生運動へのシュタージの関与にまつわる議論が再燃した。しかし、結局はシュタージによる直接の命令を証明しうる文書は発見されなかった。

### その後
2009年、クラスは明らかになったシュタージのエージェントたる行いについて改めて追及を受けた。同年5月、拳銃の不法所持で逮捕される。6月12日に行われた家宅捜索ではS&W社製の特注の38口径回転式拳銃と銃弾171発が押収された。2009年11月13日、ベルリン＝ティーアガルテン地方裁判所は回転式拳銃、銃弾、警棒の不法所持に対する2年間の執行猶予付きの懲役6ヶ月の判決を下した。
彼はスパイ行為による反逆罪にも問われ、同時にオーネゾルク事件に関する当局の再調査も始まったが、証拠不足により捜査は中断された。